# Circuit actif
En électronique analogique, un circuit actif est un circuit ne reposant pas sur l’utilisation exclusive de composants passifs, mais sur la présence de composants actifs permettant d'augmenter l'énergie totale véhiculant le signal traité par le circuit. 
Dans un nombre important d’applications, le terme actif indique également l'utilisation d'un dispositif à contre-réaction (rétroaction négative), pour linéariser le fonctionnement du circuit en le forçant à compenser les caractéristiques de composants passifs linéaires. On utilise entre autres cette appellation pour les filtres actifs par opposition aux filtres passifs.